# اونی-سو-اونو
اونی-سو-اونو (به فرانسوی: Aunay-sous-Auneau) یک کمون در فرانسه است که در اور-ا-لوآر واقع شده‌است. اونی-سو-اونو ۱۹٫۴۱ کیلومتر مربع مساحت دارد ۱۱۸ متر بالاتر از سطح دریا واقع شده‌است.